# Anass Salah-Eddine
Anass Salah-Eddine (Amsterdam, 18 gennaio 2002) è un calciatore olandese, difensore della Roma.

## Caratteristiche tecniche
È un difensore dotato di una discreta duttilità in quanto ricopre prevalentemente la fascia sinistra come terzino ma è stato impiegato anche in altre zone del campo giocando da centrocampista e difensore centrale e alcune volte anche il ruolo di terzino destro.

## Carriera

### Club
Cresciuto nel settore giovanile dell'Ajax, debutta in prima squadra il 15 maggio 2022, in occasione dell'incontro di Eredivisie pareggiato per 2-2 contro il Vitesse. Grazie a questa presenza, può fregiarsi del titolo di campione dei Paesi Bassi al termine della stagione. Il 1º agosto successivo, prolunga il suo contratto che lo lega ai Lancieri fino al 2025 e viene ceduto in prestito al Twente.
Il 3 febbraio 2025 viene acquistato a titolo definitivo dalla Roma divenendo il nono calciatore olandese nella storia del club. Esordisce con i giallorossi, e contestualmente in serie A il 16 febbraio, giocando da titolare la partita in casa del Parma, vinta per 1-0. Nella partita contro l'Empoli, il 9 Marzo 2025 è autore dell'assist per il goal più veloce della stagione siglato dal suo compagno Soule dopo 36 secondi dal fischio di inizio. 

### Nazionale
Ha rappresentato le nazionali giovanili olandesi  

## Statistiche

### Presenze e reti nei club
Statistiche aggiornate al 16 marzo 2025.
| Stagione         | Squadra          | Campionato       | Campionato | Campionato | Coppe nazionali | Coppe nazionali | Coppe nazionali | Coppe continentali | Coppe continentali | Coppe continentali | Altre coppe | Altre coppe | Altre coppe | Totale | Totale |
| Stagione         | Squadra          | Comp             | Pres       | Reti       | Comp            | Pres            | Reti            | Comp               | Pres               | Reti               | Comp        | Pres        | Reti        | Pres   | Reti   |
| ---------------- | ---------------- | ---------------- | ---------- | ---------- | --------------- | --------------- | --------------- | ------------------ | ------------------ | ------------------ | ----------- | ----------- | ----------- | ------ | ------ |
| 2019-2020        | Jong Ajax        | 1D               | 1          | 0          | -               | -               | -               | -                  | -                  | -                  | -           | -           | -           | 1      | 0      |
| 2020-2021        | Jong Ajax        | 1D               | 3          | 0          | -               | -               | -               | -                  | -                  | -                  | -           | -           | -           | 3      | 0      |
| 2021-2022        | Jong Ajax        | 1D               | 21         | 1          | -               | -               | -               | -                  | -                  | -                  | -           | -           | -           | 21     | 1      |
| 2023-2024        | Jong Ajax        | 1D               | 10         | 1          | -               | -               | -               | -                  | -                  | -                  | -           | -           | -           | 10     | 1      |
| Totale Jong Ajax | Totale Jong Ajax | Totale Jong Ajax | 35         | 2          |                 | -               | -               |                    | -                  | -                  |             | -           | -           | 35     | 2      |
| 2021-2022        | Ajax             | ED               | 1          | 0          | CO              | -               | -               | UCL                | -                  | -                  | SO          | -           | -           | 1      | 0      |
| 2022-2023        | Twente           | ED               | 14         | 0          | CO              | 2               | 0               | UECL               | 1                  | 0                  | -           | -           | -           | 17     | 0      |
| 2023-gen. 2024   | Ajax             | ED               | 6          | 0          | CO              | 0               | 0               | UEL                | 3                  | 0                  | -           | -           | -           | 9      | 0      |
| Totale Ajax      | Totale Ajax      | Totale Ajax      | 7          | 0          |                 | 0               | 0               |                    | 3                  | 0                  |             | -           | -           | 10     | 0      |
| gen.-giu. 2024   | Twente           | ED               | 6          | 0          | CO              | -               | -               | UECL               | -                  | -                  | -           | -           | -           | 6      | 0      |
| 2024-feb. 2025   | Twente           | ED               | 18         | 2          | CO              | 1               | 0               | UCL+UEL            | 2+8                | 0                  | -           | -           | -           | 29     | 2      |
| Totale Twente    | Totale Twente    | Totale Twente    | 38         | 2          |                 | 3               | 0               |                    | 11                 | 0                  |             | -           | -           | 52     | 2      |
| feb.-giu. 2025   | Roma             | A                | 3          | 0          | CI              | 0               | 0               | UEL                | -                  | -                  | -           | -           | -           | 3      | 0      |
| 2025-2026        | Roma             | A                | -          | -          | CI              | -               | -               | UEL                | -                  | -                  | -           | -           | -           | -      | -      |
| Totale carriera  | Totale carriera  | Totale carriera  | 83         | 4          |                 | 3               | 0               |                    | 14                 | 0                  |             | -           | -           | 100    | 4      |

### Cronologia presenze e reti in nazionale
| Cronologia completa delle presenze e delle reti in nazionale ― Paesi Bassi under 21 | Cronologia completa delle presenze e delle reti in nazionale ― Paesi Bassi under 21 | Cronologia completa delle presenze e delle reti in nazionale ― Paesi Bassi under 21 | Cronologia completa delle presenze e delle reti in nazionale ― Paesi Bassi under 21 | Cronologia completa delle presenze e delle reti in nazionale ― Paesi Bassi under 21 | Cronologia completa delle presenze e delle reti in nazionale ― Paesi Bassi under 21 | Cronologia completa delle presenze e delle reti in nazionale ― Paesi Bassi under 21 | Cronologia completa delle presenze e delle reti in nazionale ― Paesi Bassi under 21 |
| Data                                                                                | Città                                                                               | In casa                                                                             | Risultato                                                                           | Ospiti                                                                              | Competizione                                                                        | Reti                                                                                | Note                                                                                |
| ----------------------------------------------------------------------------------- | ----------------------------------------------------------------------------------- | ----------------------------------------------------------------------------------- | ----------------------------------------------------------------------------------- | ----------------------------------------------------------------------------------- | ----------------------------------------------------------------------------------- | ----------------------------------------------------------------------------------- | ----------------------------------------------------------------------------------- |
| 25-3-2023                                                                           | Murcia                                                                              | Norvegia under 21                                                                   | 0 – 3                                                                               | Paesi Bassi under 21                                                                | Amichevole                                                                          | -                                                                                   | 46’                                                                                 |
| 27-3-2023                                                                           | Murcia                                                                              | Rep. Ceca under 21                                                                  | 1 – 1                                                                               | Paesi Bassi under 21                                                                | Amichevole                                                                          | -                                                                                   | 54’                                                                                 |
| 8-9-2023                                                                            | Waalwijk                                                                            | Paesi Bassi under 21                                                                | 3 – 0                                                                               | Moldavia under 21                                                                   | Qual. Europeo Under-21 2025                                                         | -                                                                                   | 61’                                                                                 |
| 12-9-2023                                                                           | Skopje                                                                              | Macedonia del Nord under 21                                                         | 0 – 2                                                                               | Paesi Bassi under 21                                                                | Qual. Europeo Under-21 2025                                                         | -                                                                                   | 57’                                                                                 |
| 12-10-2023                                                                          | Batumi                                                                              | Georgia under 21                                                                    | 0 – 3                                                                               | Paesi Bassi under 21                                                                | Qual. Europeo Under-21 2025                                                         | -                                                                                   | 55’                                                                                 |
| 17-10-2023                                                                          | Gibilterra                                                                          | Gibilterra under 21                                                                 | 0 – 5                                                                               | Paesi Bassi under 21                                                                | Qual. Europeo Under-21 2025                                                         | -                                                                                   | 46’ 90’                                                                             |
| 16-11-2023                                                                          | Almere                                                                              | Paesi Bassi under 21                                                                | 1 – 0                                                                               | Gibilterra under 21                                                                 | Qual. Europeo Under-21 2025                                                         | -                                                                                   | 47’                                                                                 |
| 5-9-2024                                                                            | Almere                                                                              | Paesi Bassi under 21                                                                | 5 – 0                                                                               | Macedonia del Nord under 21                                                         | Qual. Europeo Under-21 2025                                                         | -                                                                                   | 46’                                                                                 |
| 9-9-2024                                                                            | Venlo                                                                               | Paesi Bassi under 21                                                                | 3 – 1                                                                               | Georgia under 21                                                                    | Qual. Europeo Under-21 2025                                                         | -                                                                                   | 46’                                                                                 |
| 18-11-2024                                                                          | Almere                                                                              | Paesi Bassi under 21                                                                | 1 – 1                                                                               | Inghilterra under 21                                                                | Amichevole                                                                          | -                                                                                   | 64’                                                                                 |
| 21-3-2025                                                                           | Venezia                                                                             | Italia under 21                                                                     | 1 – 2                                                                               | Paesi Bassi under 21                                                                | Amichevole                                                                          | -                                                                                   | 74’                                                                                 |
| 6-6-2025                                                                            | Groninga                                                                            | Paesi Bassi under 21                                                                | 3 – 0                                                                               | Costa d'Avorio under 23                                                             | Amichevole                                                                          | -                                                                                   | 46’                                                                                 |
| 15-6-2025                                                                           | Prešov                                                                              | Paesi Bassi under 21                                                                | 1 – 2                                                                               | Danimarca under 21                                                                  | Europeo Under-21 2025 - 1º turno                                                    | -                                                                                   |                                                                                     |
| Totale                                                                              |                                                                                     | Presenze                                                                            | 13                                                                                  |                                                                                     | Reti                                                                                | 0                                                                                   |                                                                                     |

| Cronologia completa delle presenze e delle reti in nazionale ― Paesi Bassi under 18 | Cronologia completa delle presenze e delle reti in nazionale ― Paesi Bassi under 18 | Cronologia completa delle presenze e delle reti in nazionale ― Paesi Bassi under 18 | Cronologia completa delle presenze e delle reti in nazionale ― Paesi Bassi under 18 | Cronologia completa delle presenze e delle reti in nazionale ― Paesi Bassi under 18 | Cronologia completa delle presenze e delle reti in nazionale ― Paesi Bassi under 18 | Cronologia completa delle presenze e delle reti in nazionale ― Paesi Bassi under 18 | Cronologia completa delle presenze e delle reti in nazionale ― Paesi Bassi under 18 |
| Data                                                                                | Città                                                                               | In casa                                                                             | Risultato                                                                           | Ospiti                                                                              | Competizione                                                                        | Reti                                                                                | Note                                                                                |
| ----------------------------------------------------------------------------------- | ----------------------------------------------------------------------------------- | ----------------------------------------------------------------------------------- | ----------------------------------------------------------------------------------- | ----------------------------------------------------------------------------------- | ----------------------------------------------------------------------------------- | ----------------------------------------------------------------------------------- | ----------------------------------------------------------------------------------- |
| 5-9-2019                                                                            | Achtkarspelen                                                                       | Paesi Bassi under 19                                                                | 2 – 1                                                                               | Danimarca under 19                                                                  | Amichevole                                                                          | -                                                                                   |                                                                                     |
| 9-9-2019                                                                            | Achtkarspelen                                                                       | Paesi Bassi under 19                                                                | 1 – 2                                                                               | Messico under 19                                                                    | Amichevole                                                                          | -                                                                                   | 79’                                                                                 |
| 11-10-2019                                                                          | Oldenzaal                                                                           | Paesi Bassi under 19                                                                | 3 – 2                                                                               | Belgio under 19                                                                     | Amichevole                                                                          | -                                                                                   | 46’                                                                                 |
| Totale                                                                              |                                                                                     | Presenze                                                                            | 3                                                                                   |                                                                                     | Reti                                                                                | 0                                                                                   |                                                                                     |

| Cronologia completa delle presenze e delle reti in nazionale ― Paesi Bassi under 17 | Cronologia completa delle presenze e delle reti in nazionale ― Paesi Bassi under 17 | Cronologia completa delle presenze e delle reti in nazionale ― Paesi Bassi under 17 | Cronologia completa delle presenze e delle reti in nazionale ― Paesi Bassi under 17 | Cronologia completa delle presenze e delle reti in nazionale ― Paesi Bassi under 17 | Cronologia completa delle presenze e delle reti in nazionale ― Paesi Bassi under 17 | Cronologia completa delle presenze e delle reti in nazionale ― Paesi Bassi under 17 | Cronologia completa delle presenze e delle reti in nazionale ― Paesi Bassi under 17 |
| Data                                                                                | Città                                                                               | In casa                                                                             | Risultato                                                                           | Ospiti                                                                              | Competizione                                                                        | Reti                                                                                | Note                                                                                |
| ----------------------------------------------------------------------------------- | ----------------------------------------------------------------------------------- | ----------------------------------------------------------------------------------- | ----------------------------------------------------------------------------------- | ----------------------------------------------------------------------------------- | ----------------------------------------------------------------------------------- | ----------------------------------------------------------------------------------- | ----------------------------------------------------------------------------------- |
| 7-9-2018                                                                            | Costanza                                                                            | Germania under 17                                                                   | 2 – 2                                                                               | Paesi Bassi under 17                                                                | Amichevole                                                                          | -                                                                                   | 54’                                                                                 |
| 9-9-2018                                                                            | Singen                                                                              | Italia under 17                                                                     | 2 – 1                                                                               | Paesi Bassi under 17                                                                | Amichevole                                                                          | -                                                                                   |                                                                                     |
| 11-9-2018                                                                           | Waldshut-Tiengen                                                                    | Israele under 17                                                                    | 2 – 4                                                                               | Paesi Bassi under 17                                                                | Amichevole                                                                          | -                                                                                   | 60’                                                                                 |
| 27-9-2018                                                                           | Uddevalla                                                                           | Paesi Bassi under 17                                                                | 10 – 1                                                                              | Liechtenstein under 17                                                              | Qual. Europeo Under-17 2019                                                         | -                                                                                   | 61’                                                                                 |
| 30-9-2018                                                                           | Ljungskile                                                                          | Paesi Bassi under 17                                                                | 6 – 0                                                                               | Montenegro under 17                                                                 | Qual. Europeo Under-17 2019                                                         | -                                                                                   | 59’                                                                                 |
| 3-10-2018                                                                           | 's-Gravenzande                                                                      | Svezia under 17                                                                     | 4 – 6                                                                               | Paesi Bassi under 17                                                                | Qual. Europeo Under-17 2019                                                         | -                                                                                   |                                                                                     |
| 8-2-2019                                                                            | Albufeira                                                                           | Paesi Bassi under 17                                                                | 1 – 1                                                                               | Spagna under 17                                                                     | Amichevole                                                                          | -                                                                                   |                                                                                     |
| 12-2-2019                                                                           | Albufeira                                                                           | Germania under 17                                                                   | 1 – 3                                                                               | Paesi Bassi under 17                                                                | Amichevole                                                                          | -                                                                                   |                                                                                     |
| 20-3-2019                                                                           | Alphen aan den Rijn                                                                 | Paesi Bassi under 17                                                                | 5 – 0                                                                               | Irlanda del Nord under 17                                                           | Qual. Europeo Under-17 2019                                                         | -                                                                                   |                                                                                     |
| 23-3-2019                                                                           | Alphen aan den Rijn                                                                 | Paesi Bassi under 17                                                                | 2 – 0                                                                               | Israele under 17                                                                    | Qual. Europeo Under-17 2019                                                         | -                                                                                   | 90+3’                                                                               |
| 3-5-2019                                                                            | Waterford                                                                           | Paesi Bassi under 17                                                                | 2 – 0                                                                               | Svezia under 17                                                                     | Europeo Under-17 2019 - 1º turno                                                    | -                                                                                   |                                                                                     |
| 6-5-2019                                                                            | Dublino                                                                             | Paesi Bassi under 17                                                                | 5 – 2                                                                               | Inghilterra under 17                                                                | Europeo Under-17 2019 - 1º turno                                                    | -                                                                                   | 46’                                                                                 |
| 9-5-2019                                                                            | Dublino                                                                             | Francia under 17                                                                    | 2 – 0                                                                               | Paesi Bassi under 17                                                                | Europeo Under-17 2019 - 1º turno                                                    | -                                                                                   |                                                                                     |
| 12-5-2019                                                                           | Bray                                                                                | Belgio under 17                                                                     | 0 – 3                                                                               | Paesi Bassi under 17                                                                | Europeo Under-17 2019 - Quarti di finale                                            | 1                                                                                   |                                                                                     |
| 16-5-2019                                                                           | Dublino                                                                             | Paesi Bassi under 17                                                                | 1 – 0                                                                               | Spagna under 17                                                                     | Europeo Under-17 2019 - Semifinale                                                  | -                                                                                   | 43’                                                                                 |
| 19-5-2019                                                                           | Dublino                                                                             | Paesi Bassi under 17                                                                | 4 – 2                                                                               | Italia under 17                                                                     | Europeo Under-17 2019 - Finale                                                      | -                                                                                   | 68’                                                                                 |
| 28-10-2019                                                                          | Cariacica                                                                           | Giappone under 17                                                                   | 3 – 0                                                                               | Paesi Bassi under 17                                                                | Mondiali Under-17 2019 - 1º turno                                                   | -                                                                                   |                                                                                     |
| 30-10-2019                                                                          | Cariacica                                                                           | Paesi Bassi under 17                                                                | 1 – 3                                                                               | Senegal under 17                                                                    | Mondiali Under-17 2019 - 1º turno                                                   | -                                                                                   |                                                                                     |
| 3-11-2019                                                                           | Goiânia                                                                             | Paesi Bassi under 17                                                                | 4 – 0                                                                               | Stati Uniti under 17                                                                | Mondiali Under-17 2019 - 1º turno                                                   | -                                                                                   |                                                                                     |
| 6-11-2019                                                                           | Goiânia                                                                             | Nigeria under 17                                                                    | 1 – 3                                                                               | Paesi Bassi under 17                                                                | Mondiali Under-17 2019 - Ottavi di finale                                           | -                                                                                   |                                                                                     |
| 10-11-2019                                                                          | Cariacica                                                                           | Paesi Bassi under 17                                                                | 4 – 1                                                                               | Paraguay under 17                                                                   | Mondiali Under-17 2019 - Quarti di finale                                           | -                                                                                   |                                                                                     |
| 14-11-2019                                                                          | Gama                                                                                | Messico under 17                                                                    | 1 – 1 dts (4 – 3 dtr)                                                               | Paesi Bassi under 17                                                                | Mondiali Under-17 2019 - Semifinale                                                 | -                                                                                   |                                                                                     |
| 17-11-2019                                                                          | Gama                                                                                | Paesi Bassi under 17                                                                | 1 – 3                                                                               | Francia under 17                                                                    | Mondiali Under-17 2019 - Finale 3º posto                                            | -                                                                                   |                                                                                     |
| Totale                                                                              |                                                                                     | Presenze                                                                            | 23                                                                                  |                                                                                     | Reti                                                                                | 1                                                                                   |                                                                                     |

## Palmarès

### Club

#### Competizioni nazionali
- Campionato olandese: 1

Ajax: 2021-2022

### Nazionale
- Campionato d'Europa Under-17: 1

Irlanda 2019